# كيفن تيلي
كيفن تيلي (بالإنجليزية: Kevin Tilley)‏ هو لاعب كرة قدم بريطاني، ولد في 6 سبتمبر 1957 في Feltham ‏ في المملكة المتحدة. لعب مع نادي هايز وويكمب وندررز ونادي ويمبلدون.